# Komaitrochus
Komaitrochus is een geslacht van weekdieren uit de klasse van de Gastropoda (slakken).

## Soort
- Komaitrochus pulcher Kuroda & Iw. Taki, 1958